# Jean-Pierre Plunier
 (juillet 2019).
 (juillet 2019).
Jean-Pierre Plunier (né en 1959) est un producteur de musique. Entre autres, il gère la carrière artistique de Ben Harper et produit Jack Johnson.

## Biographie
Il est né à Beyrouth, en 1959, et a habité dans sa jeunesse de nombreux pays (Sri Lanka, Thaïlande, Inde, Vietnam). Il fait ses études au Japon de 1968 à 1977 avant de s'installer en Californie. Il a étudié le journalisme et la photographie, et appris la musique en jouant de la bombarde.
Il rencontre Ben Harper en 1977 à Claremont, alors que celui-ci n'avait que 10 ans, et a pris en main sa carrière au début des années 1990. Le premier disque 6 titres issu de leur collaboration se vend à 30 000 exemplaires, et il atteint le million d'exemplaires après les trois albums qui suivirent.
Il produit également Jack Johnson dont le dernier album, Sleep Through the Static, est numéro un des ventes aux États-Unis en février 2008.